# Lajos Láng

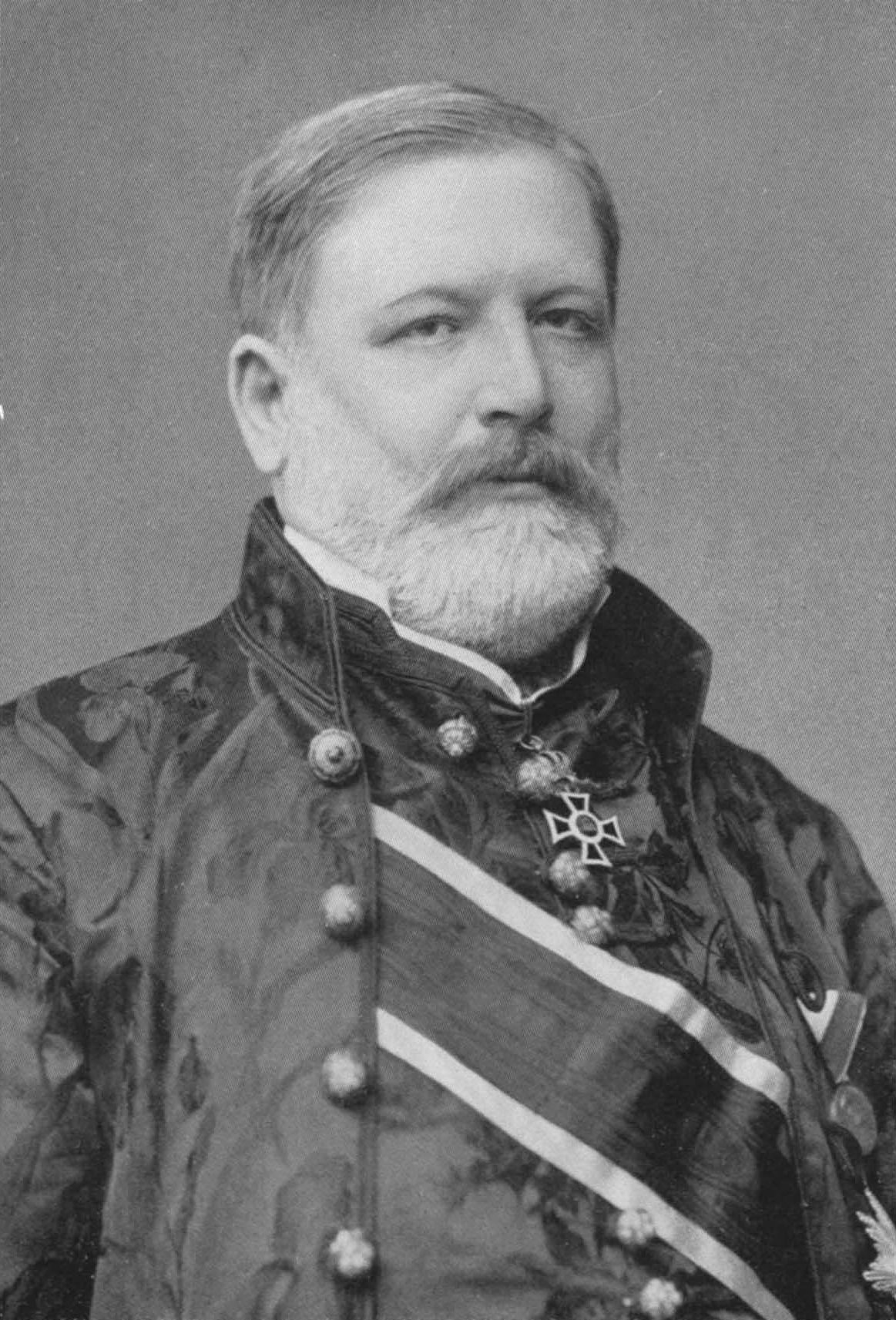
Lajos Láng

Lajos (Ludwig) Láng, seit 1911 Baron Láng von Csanakfalva (* 13. Oktober 1849 in Pest; † 28. März 1918 in Budapest) war ein ungarischer Nationalökonom, Statistiker und Politiker.

## Leben
Láng studierte Jura in Pest und anschließend Nationalökonomie und Geschichte in Berlin und Paris. Danach begann er als Journalist zuerst sozialistische, dann liberale Artikel zu verfassen. Ab 1878 war er Reichstagsabgeordneter für die Liberale Partei im Repräsentantenhaus. Ab 1878 war er Privatdozent und ab 1882 Professor für Statistik an der Universität in Budapest. Er arbeitete in den Jahren 1889 bis 1893 als Staatssekretär im Finanzministerium und begründete 1893 die Ungarische Volkswirtschaftliche Gesellschaft, deren Präsident er war. Er verließ 1893 das Finanzministerium und wurde Dekan an der juristischen Fakultät. Von 1902 bis 1903 war er Handelsminister in den Kabinetten von Kálmán Széll und Károly Khuen-Héderváry.